# Bajoriani
I Bajoriani sono una specie extraterrestre umanoide immaginaria dell'universo fantascientifico di Star Trek. Sono nativi del pianeta Bajor nel Quadrante Alfa. Appaiono per la prima volta nella serie Star Trek: The Next Generation e hanno fatto parte integrante della serie Star Trek: Deep Space Nine, comparendo anche in serie successive.
La Flotta Stellare annovera diversi bajoriani fra i suoi ufficiali e ne compaiono a bordo delle navi stellari USS Voyager NCC-74656, USS Enterprise NCC-1701-E e USS Cerritos NCC-75567. Il capitano Jean-Luc Picard ha in forza per un certo periodo nel suo equipaggio la bajoriana Ro Laren; il capitano Benjamin Sisko comanda la stazione Deep Space Nine, situata nello spazio di Bajor, lavorando a stretto contatto con il maggiore, poi colonnello, Kira Nerys; l'ufficiale addetto alla sicurezza al comando del capitano Carol Freeman, Shaxs, è anch'esso Bajoriano.

## Biologia
Come molte altre specie aliene umanoidi dell'universo di Star Trek, i Bajoriani hanno esteriormente una fisionomia del tutto simile a quella dei terrestri, anche se presentano delle caratteristiche grinze sul naso e una protuberanza ossea a forma di T fra gli occhi.
Malgrado il loro aspetto umano, vi sono parecchie differenze biologiche tra le due specie; la gestazione delle donne di Bajor dura cinque mesi, rispetto ai nove umani, e questo è dovuto all'elevata vascolarizzazione che c'è tra il feto e la madre.Contrariamente alle donne umane, le bajoriane non soffrono di nausee, bensì di eccessi di starnuti perché pizzica loro continuamente il naso. Durante il parto sono estremamente rilassate e sentono poco o nessun dolore per la nascita del bambino, diversamente dalle donne umane.
I bajoriani sono in genere vegetariani ed hanno un'aspettativa di vita di poco superiore a quella umana (mediamente vivono dai 100 e ai 120 anni).

## Cultura

### Contadini bajoriani
I contadini bajoriani rappresentano la grande maggioranza della popolazione bajoriana.
I Bajoriani possiedono una delle culture più ricche e antiche di tutto il quadrante. Questo popolo ha raggiunto l'apice della sua civilizzazione migliaia di anni prima di molte altre razze, compresi i Terrestri. Mentre questi ultimi vivevano ancora nelle caverne, i Bajoriani erano diventati grandi architetti, artigiani e filosofi, esportando la loro cultura in molti altri mondi. In questo periodo i Bajoriani erano un popolo pacifico, senza grandi conflitti, con una religione unita e abbastanza presente nella vita quotidiana. La loro conoscenza della navigazione stellare li ha portati secoli prima, quando ancora gli umani non avevano imparato nemmeno a volare, a raggiungere Cardassia con un vascello a vento solare.
In tempi recenti i bajoriani hanno subìto una invasione da parte dei Cardassiani, evento che ha provocato la morte di alcuni milioni di bajoriani e ha dato vita al movimento della Resistenza bajoriana. Con la liberazione dai Cardassiani dopo 50 anni di occupazione e la scoperta del tunnel spaziale bajoriano, si affermano come alcuni tra i più potenti personaggi della galassia, motivo per cui la Federazione dei Pianeti Uniti desidera la sua annessione.
La maggior parte della società bajoriana è composta tuttavia da larghe comunità agricole e i Bajoriani sono da secoli principalmente agricoltori. Lo stesso Shakaar Edon, futuro primo ministro, dopo l'occupazione si dedica alla vita da contadino.

### Prodotti agricoli bajoriani
Gli agricoltori bajoriani producono elevate quantità di cereali come il botan, la moreka e il salam grass, che costituiscono gli alimenti principali della dieta standard bajoriana. Sono alimenti commercialmente molto richiesti e furono esportati fin da prima dell'occupazione cardassiana, costituendo una risorsa economica vitale per il pianeta.
I continenti abitabili su Bajor sono divisi in molte province, che hanno geologia e clima molto variabili l'una dall'altra. Molte province sono montagnose o collinari, e quindi difficili da coltivare su larga scala motivo per cui, nonostante l'economia bajoriana sia principalmente agricola, le aree realmente coltivabili occupano una percentuale minima della superficie del pianeta.
Anche Jeraddo, la quinta luna di Bajor, è stata per lungo tempo terreno agricolo, fino a che nel 2369 un progetto energetico planetario non ha distrutto questo fertile insediamento.

### Abitudini di vita
Come tutti i bajoriani, anche gli agricoltori sono profondamente spirituali e trovano conforto nella religione. Indossano abiti semplici, grossolani, ma molto resistenti, solitamente colorati nei toni scuri della terra. Amano la vita semplice e tranquilla. Le case sono relativamente piccole e funzionali, prive di molte comodità, di solito situate in prossimità dei campi in cui lavorano e vicino a una fonte naturale d'acqua. Per cucinare e illuminare la casa vengono utilizzati piccoli generatori.
Gli agricoltori Bajoriani vivono lontani gli uni dagli altri anche svariati chilometri, ma sono sempre disponibili ad aiutarsi l'un l'altro perché sono animati da un forte senso della comunità. La maggior parte del lavoro viene effettuata con i metodi tradizionali, a mano, da agricoltori singoli o da famiglie. Le coltivazioni intensive sono pochissime, come anche le coltivazioni meccanizzate. I Bajoriani infatti preferiscono uno stile di vita in armonia con la natura e questo a discapito delle tecnologie moderne.
Tratto distintivo dei bajoriani è il loro particolare orecchino, formato da due pezzi uniti da un ciondolo portato sull'orecchio destro sia dalle donne che dagli uomini. Il monile é parte integrante del loro abbigliamento: i bajoriani lo indossano con fierezza in quanto segno rappresentativo del loro popolo.

### Storia
Molti agricoltori hanno combattuto nella resistenza contro gli oppressori cardassiani, spesso nella stessa cellula. Al ritorno a casa dopo la fine della distruttiva occupazione cardassiana molti contadini, combattenti della resistenza, hanno dovuto affrontare la devastazione delle loro terre a opera dei loro nemici.
Durante i 50 anni di occupazione cardassiana, il suolo bajoriano ha infatti sofferto dell'intensa attività di scavo delle miniere, con conseguente riduzione delle risorse naturali disponibili e in ultimo dell'avvelenamento del terreno, operato dai cardassiani prima di lasciare definitivamente il pianeta. Questa devastazione del suolo è stata perpetrata sistematicamente dalle forze cardassiane in tutte le province bajoriane come gesto di sfregio, ultimo atto prima del forzato ritiro del loro esercito. Prima dell'occupazione la provincia più produttiva dal punto di vista agricolo era la provincia di Rekantha, un'area ricca e fertile nella quale era situata una grande comunità agricola, diventata in seguito un terreno avvelenato di colore rossobruno, su cui crescono solamente gli arbusti più tenaci.
Il recupero del suolo fu pertanto uno dei problemi primari affrontati dal governo bajoriano appena rinato, affrontato mediante l'utilizzo di reclamatori del suolo, piccoli dispositivi portatili sviluppati in tre anni di intensa ricerca dal ministero dell'agricoltura. Questi sofisticatissimi congegni sono in grado di rimuovere il veleno e di disintossicare il suolo rendendolo di nuovo fertile. Sperimentati inizialmente nella provincia di Dakhur, dove si era stimato ci sarebbero voluti sei mesi per bonificare il terreno, ridussero i tempi di rifertilizzazione a soli due mesi.
La disponibilità di questi dispositivi è stata per lungo tempo limitata e per supplire ai bisogni della popolazione, Bajor ha dovuto ricorrere ad aiuti esterni e all'uso dei replicatori; grazie a questa tecnologia, Bajor è tornato a essere un pianeta autosufficiente dal punto di vista alimentare, con una produzione di cereali adeguata ai fabbisogni della popolazione e sufficiente anche per l'esportazione.

## Dieta
La dieta standard bajorana è l'alimentazione tipica dei Bajoriani. Nella serie sono citati come famosi anche alcuni ristoranti, come il Celestial Cafè, che si trova sulla Passeggiata della stazione spaziale Deep Space Nine in cui è ambientata la serie.
Il menu di una cena tipica bajorana è alquanto variegato e comprende numerose portate:
La cena si apre con un aperitivo caldo, tè, con un pacco di sfogliatine.
Dopo l'aperitivo, la cena si può aprire con un rinomato antipasto, l'hasperat, che può servire anche da primo piatto. Per la sua preparazione serve un foglio di pane morbido nel quale mettere del formaggio, lattuga, pomodori secchi, olive nere, sottaceti, salamoia molto speziata e salse piccanti. Il foglio di pane viene arrotolato, tagliato a fette e servito su un piatto. Si ottiene una pietanza squisita e molto colorata, che riempie di lacrime gli occhi dei commensali e fa bruciare la loro lingua. Il soufflé di hasperath è una variante popolare dell'hasperath classico, dagli effetti simili. Altri piatti caratteristici sono i gamberetti bajoriani, serviti con molto formaggio, e il kaporal, piatto che richiede molto tempo per la realizzazione.
Il ratamba è uno stufato di colore verde che va servito molto caldo; esistono però numerosi altri piatti, tra cui il lincta tostato, il potted dekati (un piatto unico) e il remoutah. Far seguire la cena dal veklava, è considerato una vera ghiottoneria. Così come il foraiga fresco, molto difficile da trovare al di fuori del sistema bajoriano. Esistono anche molti alimenti a base di cereali: il makova, pane azimo che ha un leggero gusto di menta, i gambi di mazo, sottili bastoncini di grano lavorato, il pane mapa, fatto con farina di cereali cotta al forno, e il pane di kava.
La cucina bajoriana ha poi numerosi tipi di dolci:
- il kai winn, un elaborato dessert al cioccolato (creato da Quark nel 2371 in onore della loro leader religiosa Kai Winn, che era riuscita a concludere il trattato di pace con i cardassiani), che consiste in un grande soufflé al cioccolato in cima al quale va versata della salsa Haligian;
- il tuwalli pie, una crostata campagnola, molto popolare nelle Hill Provinces;
- il pudding speziato di I'danian, dolce popolare proveniente dalla omonima regione;
- i tartufi alla menta di Telurian, molto ricchi di cioccolato;
- i cioccolatini di Regalian (i preferiti di Kira);
- i bastoncini di jumja, dolce ricco di vitamina C fatto con la linfa dell'albero jumja, molto noti tra i frequentatori della passeggiata di Deep Space Nine;
- il cioccolato di Delavian, un dessert molto costoso e difficile da trovare.

Tra i frutti tipici di Bajor ci sono il moba, le bacche bajoriane (che ricordano i mirtilli), le noci di kava, il frutto milla e le alvas, nocciole color giallo chiaro.
Tutte le pietanze sono accompagnate dal vino primavera, bevanda altamente alcolica molto apprezzata dai cittadini di Bajor, che ricorda molto il vino rosso terrestre. A conclusione della cena, viene servita la maraltian seev-ale, bevanda fortemente alcolica e abbastanza costosa.
Bajor offre diverse bevande, sia calde che fredde, adatte a diverse occasioni. Tra le bevande calde, si citano il tè di Jumja, prodotto dall'estratto dell'albero omonimo, oppure il ginger tè allo zenzero pyrelliano, molto gradito ai bajoriani. Durante l'occupazione cardassiana era molto scarso ed era un lusso acquistarlo al mercato nero. Tra le bevande fresche si annoverano invece il synthale, una bevanda di colore blu brillante, oppure il succo di kava, spremuto direttamente dalle radici. Da non scordare anche la birra bajoriana.
Il rotolo di kava è un ingrediente tipico della prima colazione: si ottiene dall'omonima radice, accompagnato da fette di pane di kava spalmate con marmellata di moba.

## Religione
I bajoriani sono un popolo fiero delle proprie origini ed in genere osservano molto il culto religioso, poiché lo considerano parte della loro identità.
La religione bajoriana è inoltre parte integrante della sceneggiatura di Star Trek: Deep Space Nine, al punto da configurarsi quasi come filo conduttore dell'intera serie televisiva, aspetto particolarmente evidente nel corso delle ultime stagioni del telefilm.
Il credo religioso bajoriano è incentrato nella venerazione dei Profeti, che sono considerati gli dèi protettori e le guide del popolo di Bajor. La loro casa è chiamata Tempio Celeste e corrisponde al tunnel spaziale bajoriano. La Federazione dei Pianeti Uniti considera i Profeti di Bajor degli alieni extradimensionali. Nemici dei Profeti sono i Pah-wraith, che furono scacciati dal Tempio Celeste dopo un duro conflitto dai Profeti stessi.
Negli ultimi secoli Bajor, specie in seguito alla fine dell'occupazione Cardassiana, ha assistito a diverse ribellioni interne in cui il governo ha dovuto sedare delle rivolte civili scatenati da minoranze estremiste. Malgrado ciò, la religione è spesso l'unica cosa che accomuna tutti i bajoriani e che li fa desistere dallo scatenare conflitti. 
I bajoriani credono nella vita dopo la morte e negli spiriti delle persone defunte, da loro chiamati borhyas, i quali rimangono per un certo periodo fra i viventi per poter fare pace con loro, ringraziare dei momenti trascorsi insieme e seppellire le loro "vite precedenti" prima di ascendere nell'aldilá.
I funerali vengono celebrati eseguendo il tradizionale canto funebre bajoriano, della durata di un'ora circa.

## Bajoriani celebri
- Jaro Essa
- Kai Opaka
- Kai Winn
- Kaz Vorpal
- Kira Nerys
- Leeta
- Li Nalas
- Mora Pol
- Ro Laren
- Shakaar Edon
- Shaxs
- Sito Jaxa
- Tahna Los
- Tora Ziyal (in realtà per metà Cardassiana)
- Vedek Bareil